# Autignac
Autignac település Franciaországban, Hérault megyében. Lakosainak száma 962 fő (2022. január 1.). Autignac Cabrerolles, Laurens, Magalas, Murviel-lès-Béziers és Saint-Geniès-de-Fontedit községekkel határos.

## Népesség
A település népességének változása:
| Lakosok száma | 1005 | 948  | 698  | 789  | 879  | 896  | 911  | 923  | 922  | 962  |
|               | 1968 | 1982 | 1990 | 2006 | 2013 | 2015 | 2017 | 2019 | 2020 | 2022 |